# جبالیه (ایل)
جبالیه نام یکی از ایل‌های بزرگ مصر است. این ایل به چهارده عشیره بخش می‌شود. نشیمنگاه آن‌ها در بیابان عباسیه در کوه‌های جنوب صحرای سینا است. ایل جبالیه با دویست خانوار کوچک‌ترین قبیله طواره بشمار می‌آید. افراد جبالیه امروزه زندگی یکجانشینی اختیار کرده و در بخش کشاورزی و گردشگری به کار مشغولند.
نام جبالیه به معنی کوه‌نشینان است.

## ریشه تاریخی جبالیه
ریشه ایل جبالیه به سده ۵ میلادی برمیگردد. در آن زمان ژوستینیان امپراتور بیزانس به ساخت صومعه سنت کاترین بر روی کوه سینا در مصر فرمان داد و همچنین امر کرد تا صد خانوار را از مردم والاش رومانی برای نگهداری آن صومعه به منطقه آورند. بعدها سه عشیره از قبیله جبالیه به منطقه والاش در رومانی بازگشتند.
بعدآ تئودیسیوس فرماندار مصر؛ صد خانوار از تازیان بیابان عباسیه نزدیک قاهره و صد خانوار دیگر از اسکندریه به نزدیک صومعه کوچاند تا مراسم دینی را پشتیبانی نمایند. این خانوارها رفته رفته با قبیله‌های عرب پیرامون خود بویژه بنی‌واصل آمیزش یافتند و در نیمه دوم سده ۷ میلادی به اسلام گرویدند. در سالهای میان ۱۵۱۷ و ۱۵۲۰ میلادی پادشاه عثمانی؛ سلطان سلیم یکم؛ گروهی را از مطریه در دلتای شرقی را به این سامان کوچاند.

## نام عشیره‌های جبالیه
- حمایده
  - صانع
  - ابومساعد
  - ابوحجازی
  - حشاش
- وهیبات
  - ابوهیب
  - ابوسعید
  - ابوکرِْش
  - ابوطراوه
  - ابوغنیمان
- اولاد سلیم
  - ابو الهیم
  - اولاد مغنًّم
  - عریر
  - ابومقبل
  - ابوغنایم
  - ابومَسْعَد
- اولاد جندی
  - ابومسعود
  - ابوکریشان
  - ابوعلوان
  - ابوجعیص
  - دقونی
  - عفالی